# Марк Корнелий Цетег (консул 204 пр.н.е.)
Вижте пояснителната страница за други личности с името Марк Корнелий Цетег.
Марк Корнелий Цетег  (на латински: Marcus Cornelius Cethegus; † 196 пр.н.е.) e политик на Римската република към края на 3 век пр.н.е. Произлиза от патрицианската фамилия с когномен Цетег на gens Корнелии.
Цетег е голям оратор и е похвален от Ений за неговата suadae medulla. През Втората пуническа война той печели битка против Магон Барка, най-малкият брат на Ханибал.
Цетег става през 213 пр.н.е. pontifex maximus и едил. През 211 пр.н.е. е претор и се показва като успешен администратор в Апулия и Сицилия. През 209 пр.н.е. става цензор.
През 204 пр.н.е. Цетег е избран за консул заедно с Публий Семпроний Тудицан. От 203 пр.н.е. той е проконсул в Горна Италия. В Етрурия Цетег побеждава заедно с претор Публий Квинтилий Вар на територията на инсубрите в битка Магон и го задължава така да напусне Италия.
Цетег умира 196 пр.н.е.